# Symitha fasciosa
Symitha fasciosa är en fjärilsart som beskrevs av Moore 1888. Symitha fasciosa ingår i släktet Symitha och familjen trågspinnare. Inga underarter finns listade i Catalogue of Life.